# Тавризян, Гаянэ Михайловна
Гаянэ́ Миха́йловна Тавризя́н (арм. Գայանե Միքաելի Թավրիզյան; 27 мая 1933, Ленинград, СССР — 15 апреля 2015, Ереван, Республика Армения) — советский и российский философ

, специалист в области истории философии, философской антропологии и культурологии. Доктор философских наук (1990). Одна из авторов «Новой философской энциклопедии».

## Биография
Родилась 27 мая 1933 года в Ленинграде. Отец — дирижёр и альтист Михаил (Микаэл) Тавризян (Тавризиан). Мать — Русудана Леонидовна Тавризян (урожд. Романова 1910—2000) — балерина, народная артистка Армянской ССР.
В 1936 году семья переехала в Ереван.
В 1958 году окончила романо-германское отделение филологического факультета Ереванского государственного университета. Владела испанским, итальянским, немецким, румынским и французским.
В 1962 году окончила аспирантуру кафедры французского языка филологического факультета МГУ имени М. В. Ломоносова.
В 1962—1963 годах — референт агентства печати «Новости».
В 1962—1964 годах — внештатный переводчик отдела стран Африки журнала «За рубежом».
С 15 октября 1964 года по 2012 год работала в Институте философии АН СССР/РАН в секторе современной буржуазной философии и социологии стран Запада (с октября 1970 года — сектор критики современной буржуазной философии стран Запада, с сентября 1989 года — сектор современной западной философии). С января 1966 года — младший научный сотрудник, с 1973 года — старший научный сотрудник, 1 января 1991 года — ведущий научный сотрудник.
В 1968 году в Институте философии АН СССР защитила диссертацию на соискание учёной степени кандидата философских наук по теме «Феноменологический метод и проблема человека во французском экзистенциализме».
В 1990 году в Институте философии АН СССР защитила диссертацию на соискание учёной степени доктора философских наук по теме «Проблемы технического прогресса в западной философско-социологической мысли XX века» (специальность 09.00.03 — история философии).

## Научная деятельность
Область научных интересов охватывала культурологию, основные направления западной философской мысли XX века (феноменология, философия жизни, экзистенциализм), философскую антропологию, философию истории, философию техники и социологические теории XX века.
Одним из основополагающих вопросов научно-исследовательской деятельности было изучение духовной ситуация современного человека. В начале 1970-х годов Тавризян были выдвинуты и обоснованы идеи о том, что последствия излишне технизированной цивилизации, не получившие в качестве противовеса высокий уровень духовного развития общества, таят в себе опасность и для человека и для культуры. Ей была предложена проблема философского истолкования феномена техники, исследование того, как происходит обратное воздействие техники на общество и на человека, а также рассмотрение техники применительно к истории и культуре. Занимаясь исследованием сущности техники, она полагала, что понятие «нейтральность» применительно к технике является условным. Кроме того, многие годы Тавризян посвятила изучению экзистенциалистской мысли XX столетия. Большим вкладом является исследование творчества Габриэля Марселя, в том числе его драматургических произведений. Ей впервые был осуществлён перевод на русский язык ключевых философских пьес философа-экзистенциалиста, заложив основы для теоретического анализ марселевского театра являющегося незаменимой областью, где воплощены идеи экзистенции, многообразие форм интеракции, а «сцены» представлены как жизненные ситуации.

## Награды
- Серебряная медаль ВДНХ
- I премия ИФ АН СССР (1987) за монографию «Техника, культура, человек»
- Диплом III степени ИФ АН СССР (1987) за статью «История, философия, история философии в свете христианского экзистенциализма» и (на чешском языке).
- Диплом III степени ИФ АН СССР за издание книги Э. Левинас. Избранное. Т. I

## Научные труды

### Монографии
- Тавризян Г. М. Проблема человека во французском экзистенциализме: Критический анализ / АН СССР, Ин-т философии. — М.: Наука, 1977. — 141 с.
- Тавризян Г. М. Техника, культура, человек: Критический анализ концепций технического прогресса в буржуазной философии XX века / Отв. ред. Ю. Н. Семёнов; АН СССР, Ин-т философии. — М.: Наука, 1986. — 200 с.
- Тавризян Г. М. О. Шпенглер, Й. Хёйзинга: две концепции кризиса культуры. — М.: Искусство, 1989. — 272 с. ISBN 5-210-00330-2
- Тавризян Г. М. Философы XX века о технике и «технической цивилизации»: монография / Российская акад. наук, Ин-т философии, Ин-т научной информ. по общественным наукам. — М.: РОССПЭН, 2009. — 210 с. — (Humanitas). ISBN 978-5-8243-1164-8

### Статьи
на русском языке
- Тавризян Г. М. Метатехническое обоснование сущности техники М. Хайдеггером // Вопросы философии. — 1971. — № 12.
- Тавризян Г. М. Феноменологический антипсихологизм и проблема интуиции в экзистенциализме // Философия марксизма и экзистенциализм. М., МГУ, 1971 (переведено на польский язык — Czlowiek i swiatopoglad, 1973, n. 6 и на чешский язык // Filosoficke casopis, 1977, n. 2.)
- Тавризян Г. М. Проблема преемственности гуманистического идеала человека в современной культуре // Вопросы философии. — 1983. — № 1. (переведена на немецкий язык — Sowjetwissenschaft. Berlin, 1984, n. 1)
- Тавризян Г. М. Наука и миф в морфологии культуры Освальда Шпенглера // Вопросы философии. — 1984. — № 8. —
- Тавризян Г. М. Проблемы теории и метода в историографии культуры Йохана Хёйзинги // Вопросы философии. — 1987. — № 11.
- Тавризян Г. М. Позднее Средневековье как культурная эпоха и проблема Возрождения в работах Й. Хёйзинги // Историко-философский ежегодник, 1988.
- Тавризян Г. М. «Философия техники» и философия // Вопросы истории естествознания и техники. М., 1990.
- Тавризян Г. Йохан Хейзинга: кредо историка // Хёйзинга Й. Homo ludens; В тени завтрашнего дня / Пер. с нидерл. и примеч. В. В. Ошиса; Общ. ред. и послесл. Г. М. Тавризян. — М.: Прогресс, Прогресс-Академия, 1992. — С. 405—439. — 459 с. ISBN 5-01-002053-X
- Тавризян Г. М. Габриэль Марсель: философский опыт о человеческом достоинстве // Марсель Г. Трагическая мудрость философии. Избранные работы / Пер. с франц., сост., вступ. ст. и примеч. Г. М. Тавризян. — М: Издательство гуманитарной литературы, 1995. — С. 6-48. — 216 с. (Французская философия XX века). ISBN 5-87121-008-2
- Тавризян Г. М. Г. Марсель: Р. М. Рильке, свидетель духовного" — статья к переводу // Вопросы философии. — 1998. — № 1.
- Тавризян Г. М. главы «Освальд Шпенглер» и «Философия техники XX века» // История философии. Запад-Россия-Восток". Кн. 3, 4. — М., 1999.
- Тавризян Γ. М. Марсель // Новая философская энциклопедия : в 4 т. / пред. науч.-ред. совета В. С. Стёпин. — 2-е изд., испр. и доп. — М. : Мысль, 2010. — 2816 с.

на других языках
- Тавризян Г. М. «Критическая теория общества» между реформизмом и утопией // Filosofie a ideologie Frankfurtske scoly. — Prague, 1976. (на чешском языке)
- «Existencialismus a problem intuice v dejinach filosofie» // Filosofický časopis. — 1977. — № 2. (на чешском языке)
- Тавризян Г. М. Христианский экзистенциализм Габриэля Марселя // Czlowiek i swiatopoglad. — 1980. — № 8. (на польском языке)
- La théorie et la méthode dans l’historiographie de la culture de Johan Huisinga // Sciences sociales. — 1989. — № 2. (статья переведена на 6 языков)

### Переводы
- Марсель Г. Трагическая мудрость философии. Избранные работы / Пер. с франц., сост., вступ. ст. и примеч. Г. М. Тавризян. — М: Издательство гуманитарной литературы, 1995. — 216 с. (Французская философия XX века). ISBN 5-87121-008-2
- Марсель Г. Пьесы / Пер. с фр., вступ. ст. Г. Тавризян. — М.: Издательство гуманитарной литературы, 2002. — 350 с.
- Часть II «История. Эпистемология» // Рикёр П. Память, история, забвение. / Пер. с франц. — М.: Издательство гуманитарной литературы, 2004. — С. 189—400. — 728 с. (Французская философия XX века). ISBN 5-87121-031-7

### Научная редакция
- Философия. Религия. Культура: Критический анализ современной буржуазной философии / В. В. Лазарев, С. И. Великовский, С. С. Аверинцев и др.; Редкол.: Г. М. Тавризян (отв. ред.) и др. — М.: Наука, 1982. — 397 с.
- Левинас Э. Избранное: Тотальность и бесконечное / Пер. И. С. Вдовина, Б. В. Дубин, Н. Б. Маньковская, А. В. Ямпольская; Отв. ред. Г. М. Тавризян. — М.: Культурная инициатива; СПб.: Университетская книга, 2000. — 415 с. (Книга света) (Университетская библиотека Культурологии / ЦГНИИ ИНИОН РАН). ISBN 5-7914-0083-5
- Хёйзинга Й. Homo ludens; В тени завтрашнего дня / Пер. с нидерл. и примеч. В. В. Ошиса; Общ. ред. и послесл. Г. М. Тавризян. — М.: Прогресс, Прогресс-Академия, 1992. — 459 с. ISBN 5-01-002053-X